# 皮埃尔·岑特纳
皮埃尔·岑特纳（德語：Pierre Zentner，1958年3月13日—），瑞士男子赛艇运动员。他曾代表瑞士参加世界赛艇锦标赛，获得一枚金牌和一枚铜牌，均来自男子轻量级四人单桨无舵手项目。